# Încălzire

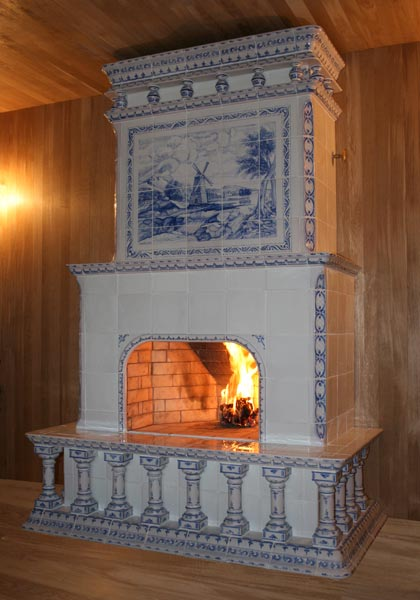
Cămin de încălzire.

În fizică, încălzirea este  procesul termodinamic de ridicare a  temperaturii. În vorbirea curentă, prin încălzire se înțelege asigurarea unui nivel termic confortabil în  clădiri, locuințe, spații de producție, spații comerciale, mijloace de transport etc. Legată strâns de activitatea de încălzire este asigurarea  apei calde de consum (= apă caldă menajeră, apă caldă sanitară), ambele utilități fiind din punct de vedere tehnic realizate de utilaje asemănătoare.

## Sisteme de încălzire
Încălzirea poate fi locală sau  centrală. În cazul încălzirii locale, fiecare încăpere are propriul său sistem de încălzire. Prin excepție, se consideră încălzire locală și încălzirea simultană a două camere de la o sobă montată în peretele despărțitor.

## Istorie
În Roma Antică, în secolul I î.Hr., exista deja un dispozitiv de încălzire hipocaustic dezvoltat, unde aerul interior primea căldură de la podele, care erau încălzite de gazele de ardere ale cuptorului care treceau în cavitățile subterane.